# 5373 Michaelkurtz
5373 Michaelkurtz este o planetă minoră (asteroid) din centura de asteroizi. A fost descoperită pe 14 noiembrie 1988 la Kushiro de Seiji Ueda⁠(d). 
Obiectul prezintă o orbită caracterizată de o semiaxă mare de 2,6465759 UAi, o excentricitate de 0,0960933, o înclinație de 2,15631 ° în raport cu ecliptica.